# ギイメシ・エルネー
ギイメシ・エルネー（Gyimesi Ernő、1888年 - 1956年）は、ハンガリーの軍人。中将。
第一次世界大戦に従軍し、戦後、ハンガリー軍に入隊。1939年から第10旅団長。
1941年、第6山岳歩兵旅団長。1942年5月～12月、第2軍の第7軍団（第19師団、第20師団、第23師団）を指揮し、東部戦線で戦った。1943年、最高軍法会議議長を務め、1943年2月～5月、再び第7軍団を指揮した。